# سیارک ۱۷۹۵۹۵
سیارک ۱۷۹۵۹۵ (به انگلیسی: 179595 Belkovich، نامگذاری:2002MK4) صد و هفتاد و نه هزار و پانصد و نود و پنجمین سیارک کشف شده‌است که در ۲۲ ژوئن ۲۰۰۲ کشف شد.